# Hirova
Hirova è un comune della Moldavia situato nel distretto di Călărași di 1.589 abitanti al censimento del 2004